# Stéphan Agosto
Stéphan Agosto, né en 1968[Où ?], est un dessinateur et scénariste de bande dessinée français.

## Biographie
Agosto vit dans la région de Chartres. Il a fait une école de communication visuelle puis exercé dans une agence de publicité.
En 2009, sur un scénario d'Édouard Chevais-Deighton, Stéphan Agosto dessine le premier tome du diptyque L'Alternative, fiction centrée sur le personnage de Pierre Hemmer dans la Seconde Guerre mondiale. Si, sur Actua BD, le dessin d'Agosto est décrit comme « raffiné et agréable », la chronique de BD Gest y voit « un trait léger, manquant parfois de fermeté, et une mise en couleurs dans des tons pâles qui confèrent à l’ensemble un caractère passé, sans véritable relief ». En 2010, paraît le premier volume de la série F.A.F.L Forces Aériennes Françaises Libres, sur un scénario de Wallace : Opération Dynamo (Zéphyr Éditions) ; le récit porte sur un pilote durant la Seconde Guerre mondiale. Ce premier tome reçoit le Grand Prix 2010 lors du 6e festival des rencontres de la bande dessinée aéronautique et spatiale,. En 2017, cette série s'achève et compte six volumes ; Planète BD souligne la qualité du dessin : « Irréprochable pour tous les engins militaires, [Agosto] livre un trait agréable pour ce qui est de l'animation de ses personnages et des décors ».
À partir de 2013, l'association normande Jubilee et l'association normande de bande dessinée commandent au scénariste Wallace et au dessinateur Agosto un album historique sur Dieppe pendant la Seconde Guerre mondiale : Opération Jubilee, allusion à l'opération Jubilee,. Les planches font l'objet d'une exposition à Dieppe. En 2017 paraît le second volume, par les mêmes auteurs, basé sur « des faits réels lors du raid des forces alliées du 19 août 1942 » : Dieppe 42, histoires d'un raid. Le dessinateur s'est appuyé sur des photos d'époque et sur un travail de documentation mené par les responsables historiques de l'organisme.
En 2016, un timbre-poste célèbre le centenaire de l'hélice Éclair et c'est Agosto qui est désigné pour en réaliser le dessin,. Le timbre représente un SPAD VII, un avion biplan français utilisé lors de la Première Guerre mondiale.
2019 voit la parution d'un album BD dont il est le dessinateur, consacré à Geneviève de Gaulle-Anthonioz, avec le concours des scénaristes Jean-François Vivier et Coline Dupuy.

## Œuvre

### Albums
- Shpountz et Clodomir, Berso

1. La Nuit du grand Celte, 1995  (ISBN 2-910134-16-4)
2. Le Secret de l'alchimiste, 1995  (ISBN 2-910134-18-0)

- L'Alternative, scénario d'Édouard Chevais-Deighton, Glénat, collection Grafica

1. L'Alternative 1, 2009  (ISBN 978-2-7234-6772-8)

- Emergency, Zéphyr Éditions

1. Emergency no 1, scénario de Pierre Veys, Patrice Buendia, Romuald Pistis et Frédéric Zumbiehl, dessins de Carlos Puerta et Stéphan Agosto, 2010  (ISBN 978-2-361-18002-7)

- F.A.F.L Forces Aériennes Françaises Libres, scénario de JG Wallace, Zéphyr Éditions

1. Opération Dynamo, 2010  (ISBN 978-2-361-18010-2)
2. El Condor pasa, 2011  (ISBN 978-2-361-18027-0)
3. Gibraltar, 2012  (ISBN 978-2-361-18053-9)
4. Squadron 340, 2013
5. Rodéo pour un Spit IX, 2014
6. La bataille de Télémark, 2017

- Opération Jubilee, scénario de JG Wallace, A.N.B.D.

1. Opération Jubilee, 2014
2. Dieppe 42, histoires d'un raid, 2017

- Geneviève de Gaulle Anthonioz, scénario de Jean-François Vivier et Coline Dupuy, dessins de Stéphan Agosto, Éditions du Rocher, 2019  (ISBN 978-2-268-10162-0).